# Love Everybody
Love Everybody è il quarto album dei The Presidents of the United States of America. È stato pubblicato il 17 agosto 2004 sotto l'etichetta Pusa Inc.

## Elenco delle tracce
1. Love Everybody – 2:37
2. Some Postman – 2:51
3. Clean Machine – 2:31
4. Highway Forever – 2:52
5. Zero Friction – 2:48
6. Surf's Down – 1:44
7. Shortwave – 2:12
8. Poke and Destroy – 2:39
9. Munky River – 3:02
10. Drool at You – 2:29
11. Vestina – 2:53
12. 5,500 Miles – 3:57
13. Shreds of Boa – 3:02
14. Jennifer's Jacket – 2:39
15. Problems (NapsterLive) – 1:53 – (traccia bonus presente solo nella versione UK)
16. Lump (Live al End Session di Seattle) – 2:54 – (traccia bonus presente solo nella versione UK)
17. Naked and Famous (Live al End Session di Seattle) – 3:51 – (traccia bonus presente solo nella versione UK)
18. Useless Crushes – 2:44 – (traccia bonus presente solo nella versione UK)